# Peterston-super-Ely
Peterston-super-Ely (en anglais) ou Llanbedr-y-fro (en gallois) est un village et une communauté du Vale of Glamorgan, au pays de Galles. Il est situé dans le nord-est du borough de comté, à une douzaine de kilomètres à l'ouest du centre-ville de Cardiff. Le fleuve Ely le traverse.

## Démographie
Au recensement de 2011, la communauté de Peterston-super-Ely, qui comprend aussi le hameau de Gwern-y-Steeple (en), comptait 874 habitants.